# Okręg uciański
Okręg uciański (lit. Utenos apskritis) – jeden z dziesięciu okręgów Litwy ze stolicą w Ucianie, położony we wschodniej części kraju. Zajmuje powierzchnię 7201 km² i liczy 150 598 mieszkańców, gęstość zaludnienia wynosi 20,9 osób/km².

## Podział administracyjny
Okręg dzieli się na 6 rejonów:
- Rejon uciański (stol. Uciana)
- Rejon oniksztyński (stol. Onikszty)
- Rejon ignaliński (stol. Ignalino)
- Rejon malacki (stol. Malaty)
- Rejon jezioroski (stol. Jeziorosy)
- Rejon wisagiński (stol. Wisaginia)

W okręgu znajduje się 10 miast i 3823 wsi.

## Miasta
W okręgu jest 10 miast, spośród których największe to:
1. Uciana (Utena)
2. Wisaginia (Visaginas)
3. Onikszty (Anykščiai)
4. Jeziorosy (Zarasai)
5. Malaty (Molėtai)